# She Wouldn’t Be Gone
«She Wouldn’t Be Gone» — песня американского кантри-певца Блейка Шелтона с его 5-го студийного альбома Startin’ Fires, вышедшая отдельным синглом в ноябре 2008 года на лейбле Warner Bros. Records. Песня была написана Дженнифер Адан (Jennifer Adan) и Кори Баттен (Cory Batten).
Песня «She Wouldn’t Be Gone» стала первым синглом с альбома, достигла № 1 в кантри-чарте Billboard Hot Country Songs (5-й раз в его карьере).

## История
В 2008 году сингл «She Wouldn’t Be Gone» достиг позиции № 1 в американском кантри-чарте Billboard Hot Country Songs, став 5-м для Шелтона чарттоппером в этом хит-параде. Режиссёром музыкального видео стал Scott Speer, а его премьера прошла в конце 2008 года.
Сингл получил положительные отзывы, например, от таких изданий, как Engine 145, Allmusic.

## Чарты

### Еженедельные хит-парады
| Чарт (2008-09)                      | Высшая позиция |
| ----------------------------------- | -------------- |
| Канада (Billboard Canadian Hot 100) | 70             |
| США (Billboard Hot 100)             | 43             |
| США (Billboard Hot Country Songs)   | 1              |

### Итоговые годовые чарты
| Чарт (2009)                  | Позиция |
| ---------------------------- | ------- |
| US Country Songs (Billboard) | 35      |